# Boboy Garovillo
José "Boboy" Teves Garrovillo II (nacido el 10 de octubre de 1951 en Dipolog, Zamboanga del Norte, Filipinas), también escrito a veces como Buboy Garrovillo, es un músico y actor filipino, exmiembro de la banda APO Hiking Society (junto a otros miembros como Danny Javier y Jim Paredes), un grupo de cantantes más populares de Filipinas, que comenzó en la década de 1970. Ha actuado con dicha banda en casi todas las ciudades importantes de Filipinas, además en la celebración de una serie de conciertos en otros países de Asia, Oriente Medio, los Estados Unidos, Canadá y Europa.

## Vida personal
Garovillo está casado con Bong Agcaoili. Él tiene dos hijos llamados, Fonz y Anton. 

## TV shows
- Mr. Kupido (ABS-CBN 2, 1989–1992)
- Ang Pinaka (QTV 11, 2005–presente)
- Marimar (GMA 7, 2007)
- Celebrity Duets Season 1 (GMA 7, 2007)
- Nagsimula Sa Puso (ABS-CBN 2, 2009)
- Diva (GMA 7, 2010)